# Adidovce
Adidovce este o comună slovacă, aflată în districtul Humenné din regiunea Prešov. Localitatea se află la altitudinea de 204 m deasupra n.m., se întinde pe o suprafață de 20,77 km2 și în 2017 număra 211 locuitori.

## Istoric
Localitatea Adidovce este atestată documentar din 1568.

## Demografie
| An:                | 1994 | 2004   | 2014   | 2024    |
| ------------------ | ---- | ------ | ------ | ------- |
| Număr de persoane: | 229  | 221    | 211    | 234     |
| Diferență:         |      | −3,49% | −4,52% | +10,90% |

| An:                | 2023 | 2024   |
| ------------------ | ---- | ------ |
| Număr de persoane: | 228  | 234    |
| Diferență:         |      | +2,63% |